# Давид Балагер
Давид Балагер Ромеу (шп. David Balaguer Romeu; Барселона, 17. август 1991) професионални је шпански рукометаш и репрезентативац који тренутно игра за француског прволигаша Париз Сен Жермен на позицији десног крила.
Професионалну каријеру започео је 2011. године у Барселони, одакле је 2014. године прешао у Сијудад Енкантаду. На лето 2015. одлучио се за одлазак у иностранство и појачао екипу Нанта, да би 2022. прешао у Париз Сен Жермен.
За сениорску репрезентацију Шпаније дебитовао је 2017. године, са којом је освојио злато на Европском првенству 2018. године у Хрватској.